# 洛涅站
洛涅站是法国巴黎东郊的一个通勤铁路车站，位于77省的洛涅境内。属于第五收费区（Zone 5）。

## 位置
洛涅站位于洛涅市区的南部，法兰西岛大区快铁A线上，距离沙特雷-大堂站大约24公里。车站轨道大致呈东西走向，是一个高架铁路车站，两侧站台均设有无障碍设施连接地面。
洛涅站的全称是洛涅－勒芒迪内站（法語：Gare de Lognes - Le Mandinet），其中勒芒迪内是车站所在街区的名称。

## 设施
洛涅站设有人工售票窗口和自动售票机，并设有无障碍设施。

## 历史
洛涅站自1980年12月19日开始投入使用。之前RER A的东端终点站是大诺瓦西-东山站（Noisy-le-Grand – Mont d'Est）。
洛涅站在正常时段的发车频率是10分钟一班，高峰时期的发车频率是每小时6至12班次。晚间的发车频率是15分钟一班。2008年2月4日至2013年底间，洛涅站在正常时段的发车频率仍为10分钟一班，东侧终点均为马恩拉瓦雷-谢西站，而返程从马恩拉瓦雷-谢西站出发通往巴黎方向的车次均不在马恩河畔布里站和讷伊普莱桑斯站停靠，前往这两个站的乘客需要在大诺瓦西-东山站换乘，不过在高峰时段仍会增加以托尔西站为终点站的短线班次。自2013年起，途径洛涅站的车次频率得到进一步的加强。2017年12月10日起，RER A的时刻表再次进行了调整：在工作日白天，途径洛涅站的班次均为圣日耳曼昂莱——马恩拉瓦雷和普瓦西——托尔西一线，夜间及节假日西端终点则改为塞吉；高峰期约有1/3的车次跨越洛涅站，其余时段则所有车次全部停靠。

## 停靠线路
以下列车线路在洛涅站停靠：
| 洛涅站列车线路表（区域线路）                    |                    |           |        |                        |
| 起点                                            | 上一站             | 线路      | 下一站 | 终点                   |
| 塞尔吉高地（夜间及节假日）/ 普瓦西/圣日耳曼昂莱 | 诺瓦西-尚/诺瓦谢勒 | [T] · (A) | 托尔西 | 托尔西/马恩拉瓦雷-谢西 |

## 配套交通

### 长途客车
洛涅站附近暂无固定的大巴车线路，最近的长途汽车站位于托尔西。

### 市内交通
| 洛涅站附近的市内公共交通线路 |            |                                                                         |
| 公交车站名称                 | 位置       | 停靠线路                                                                |
| Lognes RER 洛涅-快铁站       | 洛涅站门口 | 211：谢勒-地天商业中心 ↔ 托尔西-快铁站 321：洛涅-快铁站 ↔ 托尔西-快铁站 |
| 1. 2.                        |            |                                                                         |

## 图集

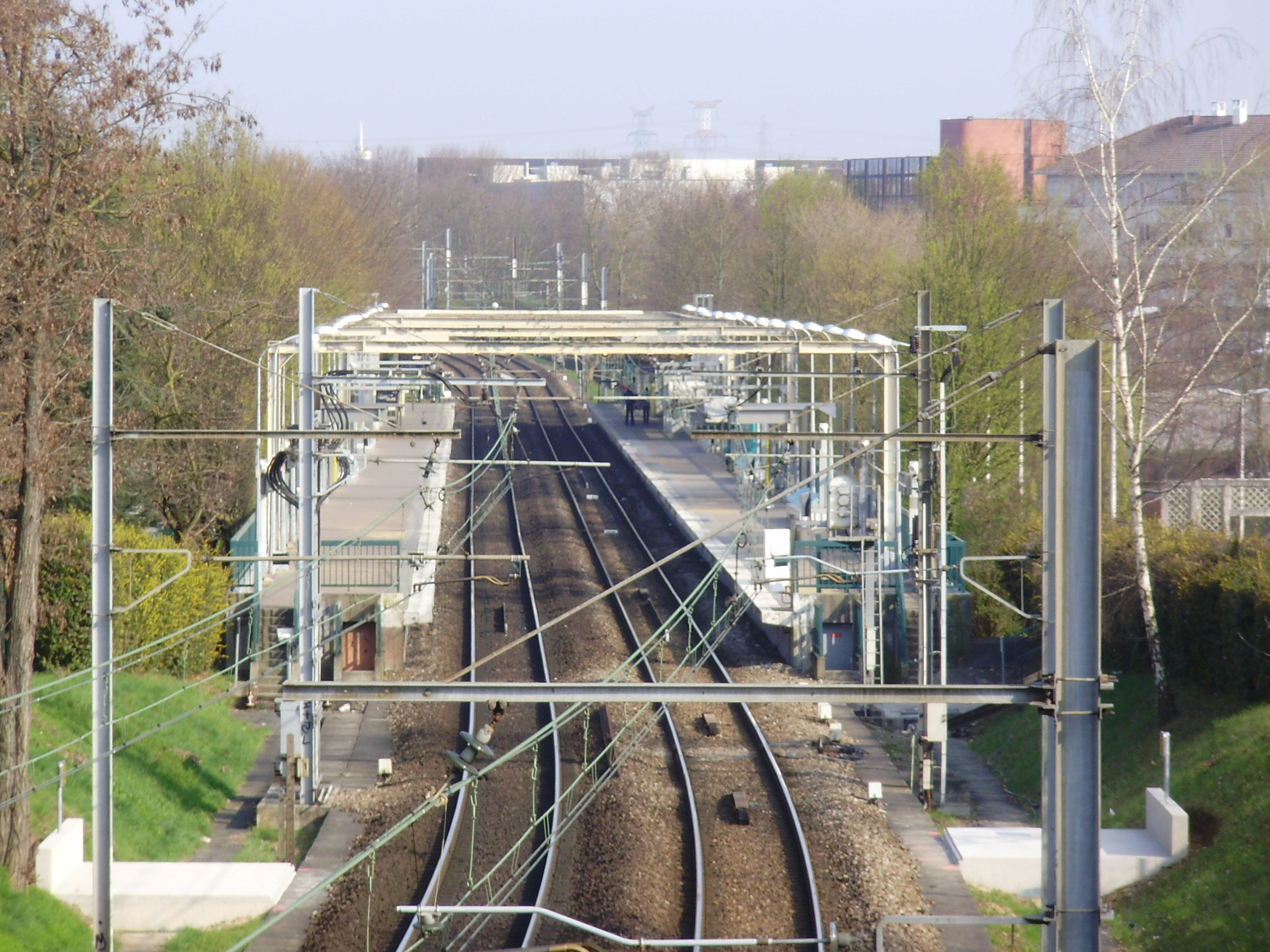
从车站西边的马尔瓦辛大道跨桥上眺望洛涅站的站台

## 临近车站
| 洛涅站（Gare de Lognes）       |           |                  |
| 上行车站                       | 线路      | 下行车站         |
| 诺瓦谢勒站 1.4km ←             | [T] · (A) | 托尔西站 → 1.6km |
| - 本表仅显示运营中的线路及车站 |           |                  |